# Henri Lavedan
Pour les articles homonymes, voir Lavedan (homonymie).
Henri Lavedan, né le 9 avril 1859 à Orléans et mort le 3 septembre 1940 à Écaquelon, est un journaliste et auteur dramatique français.

## Biographie
Fils du directeur catholique et légitimiste, directeur du Correspondant, Léon Lavedan, il fait deux années s’études au petit séminaire de La Chapelle-Saint-Mesmin en 1867, alors dirigé par Mgr Dupanloup, évêque d'Orléans.
Il débute lui-même comme journaliste, collaborant au Figaro, au Gil Blas ou à l'Écho de Paris, donnant de très nombreux articles à ces périodiques ainsi que des contes et des dialogues sur la vie parisienne, dont beaucoup ont ensuite été réunis en volumes. L'un d'eux, la Haute, raille les aristocrates, inaugurant une veine que Lavedan allait ensuite exploiter largement sur la scène.
En 1890, il se tourne vers le théâtre en donnant avec succès à la Comédie-Française Une famille. En 1892, dans Le Prince d'Aurec, rebaptisé par la suite Les Descendants, il développe un de ses thèmes de prédilection, la satire de la noblesse, accusée de frayer avec la haute finance juive, ce qui lui vaut d’être refusé par Jules Claretie à la Comédie-Française, mais applaudi au théâtre du Vaudeville, où il connait plus de cent représentations.
Suivent de nombreuses comédies brillantes et spirituelles : les Deux noblesses (1894), Catherine (1897), Le Nouveau Jeu (1898), le Vieux Marcheur, paru tout d'abord sous forme de « roman dialogué » en 1895, et joué à partir du 3 mars 1899 comme comédie au théâtre des Variétés, le Marquis de Priola (1902), tentative de transposition du mythe de Don Juan à l'époque moderne, Varennes (1904) (en collaboration avec G. Lenotre), le Bon Temps (1906), l’Assassinat du duc de Guise (1908). Il triomphe avec le Duel (1905, Comédie-Française), pénétrante étude psychologique des relations entre deux frères en même temps qu'appel à l'apaisement au moment des déchirements induits par la loi de séparation des Églises et de l'État.
Fournisseur des petits théâtres, il a dû atténuer sa verve et modifier son style lorsqu’il travaillait pour la Comédie-Française. Ainsi, ce bout de dialogue dans le Duel a été coupé :

« — Monseigneur, disait un des personnages à un évêque, monseigneur, le plaisir que j’ai z’eu…

— Prenez garde à vos liaisons, interrompait l’évêque en souriant.

Mais l’autre poursuivait :

—…Le plaisir que Jésus goutait près de son disciple préféré ne serait rien auprès de celui dont me comble l’accueil de Votre Grandeur… »

Jugée peu sérieuse, cette réplique a été supprimée à la demande de Claretie.
Comptant également parmi les plus brillants chroniqueurs de l’ancien boulevard, il dirige l’Illustration, de 1908 à 1921. C’est dans cette publication qu'au moment de la déclaration de guerre de 1914, il écrit : « Je rencontre place de la Concorde Maurice Barrès, qui, avec un joli mouvement de menton, me déclare : je m’engage. » Barrès n’a pas été long à renoncer ce projet patriotique, mais le « joli mouvement de menton » est resté. Sa pièce l’Assassinat du duc de Guise (1908) a été la source d'un film du même nom, réalisé en 1908 par André Calmettes et Charles Le Bargy sur une musique de Camille Saint-Saëns.
Au moment de l'affaire Dreyfus, il rejoint le camp anti-dreyfusard et la Ligue de la patrie française, ligue anti-dreyfusarde modérée, aux côtés de François Coppée, Edgar Degas, Auguste Renoir, José-Maria de Heredia, Pierre Louÿs, Vincent d'Indy, Caran d'Ache, Forain, Frédéric Mistral, Juliette Adam, Francisque Sarcey, Jules Verne, Gyp, Léon Daudet, etc..
Après la Première Guerre mondiale, face à la transformation profonde de la société décrite dans ses comédies, Lavedan choisit de cesser d'écrire pour le théâtre. Il publie une chronique romanesque en 7 volumes (Le Chemin du Salut, 1920-1924), un essai historique sur Saint Vincent de Paul (Monsieur Vincent aumônier des galères, 1928) et des mémoires (Avant l'oubli) parus dans La Petite Illustration (1933-1938).
Il arrive de trouver deux dates différentes pour certaines de ses œuvres, par exemple pour Le Nouveau Jeu et Le Vieux marcheur. Il s'agit parfois d'œuvres parues tout d'abord sous forme de « roman dialogué », genre cher à Lavedan, donnant la date de la première publication, puis jouées quelques années plus tard en tant que comédies sur la scène d'un théâtre, donnant la date de la première représentation.
Le 8 décembre 1898, il est élu, en remplacement d'Henri Meilhac à l'Académie française, où le reçoit le marquis Costa de Beauregard en lui déclarant, dans son discours d’accueil, que son œuvre fabrique de la mort. Il n’en deviendra pas moins le doyen d’élection de cette compagnie.
De l’artiste lyrique Mathilde Auguez, épousée en mars 1898, il a eu une fille Geneviève (1886-1906).
Durant l’Exode, c’est presque malgré lui qu’il quitte, le 12 juin l’appartement de la rue du Caire, où il résidait depuis tant d'années et où il ne devait pas revenir. Il meurt en septembre 1940. Après une inhumation temporaire au cimetière d’Écaquelon, sa dépouille est transférée au cimetière du Père-Lachaise.

## Jugements
« Manchecourt, c’est M. Henri Lavedan, un jeune écrivain d’une extraordinaire rouerie de style, un humoriste serré […] c’est un modèle de narration familière entre gens de cercle en l’an 1889, à mettre dans les futures anthologies. Le vocabulaire, la syntaxe, les images, le ton, l’accent et comme le geste de la phrase sont exactement de cette année-ci et de ce monde-là. Cela est plus bourré d’idiotisme qu’une page de Gil Blas […] Il y a là des gallicismes proprement dits, puis des locutions spéciales empruntées à la langue des écuries, et d’autres qui appartiennent à la langue du boulevard, des clubs ou du journalisme frivole. C’est d’ailleurs très coloré, très pittoresque, sans prétention un air de « blague » paisible et bon enfant. […] cela est d’une vivacité d’impression et d’expression charmante. C’est du Sévigné canaille, du Sévigné… deux cents ans après »

— Jules Lemaitre, Journal des débats.

## Iconographie
- Dornac, Portrait du romancier et auteur dramatique, Henri Léon Emile Lavedan (1859-1940), dans son rez-de-chaussée, rue d'Astorg, 8e arrondissement, Paris, entre 1885 et 1895, photographie, Paris, musée Carnavalet (notice en ligne).

## Œuvres

### Romans
- Mam’zelle Vertu, Paris, A. Laurent, 1886, 332 p., 19 cm (lire en ligne).
- Lydie, Paris, Calmann Lévy, 1887, 283 p., 19 cm (lire en ligne).
- Inconsolables, Paris, Librairie illustrée, 1888, 134 p., 16 cm (lire en ligne).
- Petites Fêtes, Paris, Ernest Kolb, 1890, 333 p., 18 cm (lire en ligne).
- Nocturnes  (roman dialogué), Paris, Ernest Kolb & Calmann-Lévy, 1891, 324 p., 19 cm (lire en ligne).
- Le Nouveau Jeu  (roman dialogué, puis comédie en cinq actes, représentée la 1re fois le 8 février 1898 au théâtre des Variétés), Paris, Fayard & Flammarion, Ernest Kolb, 1892, 260 p., 19 cm (lire en ligne).
- Leur cœur, Paris, Calmann Lévy, 1893, 17e éd., 342 p., 2 pl. ; 19 cm (lire en ligne).
- Une cour, Paris, Ernest Kolb, 1893, 6e éd., 349 p., 18 cm (lire en ligne).
- Les Marionnettes  (série de onze sketches), Paris, Ernest Flammarion, 1895, 24 cm (lire en ligne).
- Le Vieux Marcheur  (roman dialogué), Paris, Calmann-Lévy & Flammarion, 1895, 330 p. (lire en ligne).
- Les Petites Visites, Paris, Calmann-Lévy, 1896, 246 p., 19 cm (lire en ligne). Paris, Calmann Lévy, 1896.
- Les Jeunes ou l'Espoir de la France, Paris, Calmann-Lévy & Flammarion, 1897, 282 p., 19 cm (lire en ligne).
- Mon filleul  (roman dialogué), Paris, Pierre Lafitte & Albin Michel, 1911, 307 p., 19 cm (lire en ligne).

### Théâtre
- Une famille  (comédie de mœurs en quatre actes, en prose, représentée la 1re fois le 17 mai 1890 à la Comédie-Française), Paris, Paul Ollendorff & Albin Michel, 1890, 284 p. (lire en ligne).
- Premiers craquements  (nouvelle parue dans Gil Blas), Paris, Fayard, 1892 (lire en ligne sur Gallica).
- Le Prince d'Aurec  (vaudeville en trois actes, représentée la 1re fois le 1er juin 1892 au théâtre du Vaudeville), Paris, Calmann-Lévy, 1892, 136 p., 3 pl., 19 cm (lire en ligne).
- La Critique du prince d’Aurec, Paris, Paul Ollendorff, 1892, 33 p., 19 cm (lire en ligne).
- Le Lit  (série de vingt sketches), Paris, Calmann-Lévy, 1894, 312 p., 18 cm (lire en ligne).
- Les Deux Noblesses  (comédie en trois actes, représentée la 1re fois à l'Odéon le 14 avril 1894), Paris, Calmann-Lévy, 1894, 146 p., 2 pl., 19 cm (lire en ligne).
- Leurs bêtes  (série de cinq sketches), Paris, Ernest Flammarion, 1895, 24 cm (lire en ligne)
- Le Vieux Marcheur : roman dialogué  (ill. Édouard Bernard, comédie en cinq actes, représentée la 1re fois le 3 mars 1899 au théâtre des Variétés), Paris, Calmann-Lévy & Flammarion, 1895 (réimpr. 1911), 125 p., in-8º (OCLC 457692492, lire en ligne sur Gallica).
- Viveurs  (pièce en quatre actes, représentée la 1re fois sur le Théâtre du Vaudeville le 20 novembre 1895), Paris, Arthème Fayard & Flammarion, 1895, 296 p., in-16 (OCLC 15342579, lire en ligne).
- Catherine, Paris, Flammarion, 1897, 276 p., 18 cm (lire en ligne).
- Servir  (pièce en deux actes, représentée pour la 1re fois le 8 février 1913 au théâtre Sarah-Bernhardt), Paris, Flammarion, 1913, 24 p., 29 cm (lire en ligne).
- La Chienne du roi  (pièce en un acte, représentée pour la 1re fois le 8 février 1913 au théâtre Sarah-Bernhardt), Paris, 1900 (OCLC 976573024, lire en ligne).
- Le Marquis de Priola  (pièce en trois actes et en prose, représentée la 1re fois à la Comédie-Française le 6 avril 1902), Paris, Ernest Flammarion, 1902, 29 cm (lire en ligne).
- C’est servi, série de dix sketches autour de repas, Flammarion, 1902.
- avec G. Lenotre (pièce en sept tableaux, représentée pour la 1re fois au théâtre Sarah-Bernhardt), Varennes, Paris, Librairie universelle, 1904 (lire en ligne).
- Le Duel  (pièce en 3 actes, en prose, représenté pour la 1re fois à la Comédie-Française le 17 avril 1905), Paris, Paul Ollendorff & Albin Michel, 1905, 68 p., 20 cm (lire en ligne).
- En visite  (pièce en un acte), Paris, 1906 (OCLC 43845884, lire en ligne).
- L’Assassinat du duc de Guise, « drame historique » et scénario du film L'Assassinat du duc de Guise sorti en salle le 17 novembre 1908.
- Sire  (pièce en 5 actes, représentée la 1re fois à la Comédie-Française le 22 novembre 1909), Paris, Albin Michel & Fayard, 1909, 143 p., in-8º (lire en ligne).
- La Vie courante, Paris, Librairie des Annales, 1909, 316 p., in-16 (OCLC 457692465).
- Le Goût du vice  (comédie en quatre actes, représentée pour la 1re fois le 10 avril 1911 à la Comédie-Française), Paris, L’Illustration & Albin Michel, 1911, 49 p., 30 cm (lire en ligne).
- Leur cœur, Paris, C. Lévy, 1912, 126 p., in-8º (OCLC 831129521, lire en ligne sur Gallica).
- Dialogues de guerre, Paris, Arthème Fayard, 1916, 284 p. (OCLC 610573570, lire en ligne).
- La Famille française, Paris, Librairie académique Perrin, 1917, 301 p., in-16 (OCLC 368440114, lire en ligne).
- La Belle Histoire de Geneviève : roman dialogué, Paris, Société littéraire de France & Plon, 1920, 289 p., in-16 (OCLC 9679232, lire en ligne).
- La Maison Brocatel, Paris, Plon & Nourrit, 1920, 253 p., 17 cm (OCLC 651366959).
- Le Chemin du salut, chronique romanesque, 7 vol., Paris, Plon Nourrit et Cie, 1920-1924.
  - Irène Olette, 1 vol., Paris, Plon, 1920, t. 1.
  - Gaudias, 2 vol., Paris, Plon, 1921, t. 1.
  - Panteau, 2 vol., Paris, Plon, 1922.
  - Madame Lesoir, 2 vol., Paris, Plon, 1924.
- La Puce et Gredine, Paris, Hachette, 1926.
- Le Vieillard, Paris, Hachette, coll. « Les âges de la vie », 1926, 93 p., 17 cm (OCLC 43863275).
- Monsieur Gastère  (roman dialogué, roman de la gourmandise), Paris, Plon & Nourrit, 1927, 253 p., 17 cm (OCLC 651366959, lire en ligne).
- Monsieur Vincent, aumônier des galères  (paru en feuilleton dans la Revue des Deux Mondes), Paris, Plon, coll. « Le roman des grandes existences », 1928, 318 p., 31 cm (OCLC 38623954), chap. 17.
- En confidence, Paris, Spes, 1929, 211 p., 18 cm (OCLC 459482176).
- De la coupole aux lèvres  (roman dialogué), Paris, Albin Michel, 1930, 316 p., in-16 (OCLC 10609576).
- Bonne Étoile : le drame de l'adoption, Paris, Albin Michel, 1932, ix-285 p., in-16 (OCLC 13017146, lire en ligne).
- Volange, comédien de la foire 1756-1808, suivi de Les battus paient l'amende et de Janot chez le dégraisseur, Librairie Jules Tallandier.
- Avant l’oubli, 4 vol., Paris, Plon, 1933-1938.
  - Un enfant rêveur, 1 vol.
  - Écrire, 1 vol.
  - Les Beaux Jours, 1 vol.
  - Les Beaux Soirs, 1 vol.
- Les Sacrifices, Paris, Ernest Flammarion, 1918, 203 p. (OCLC 14179093, lire en ligne), in-16.
- Émotions, Paris, Spes, 1927, 268 p., in-16 (OCLC 7447409).
- Les Portraits enchantés, Paris, Spes, 1927, 46 p., in-8º (OCLC 78830410, lire en ligne).
- Le Carnet d’un petit châtelain, Paris, Nilsson, 1902, 157 p., in-16 (OCLC 66744798, lire en ligne).

### Nouvelles
- Reine Janvier  (série de onze nouvelles, dont « Vol-au-vent », parue dans Gil Blas), Paris, de Brunhoff, 1886, 128 p., in-8º (OCLC 1244183785, lire en ligne).
- Je l’ai promis à Gertrude  (nouvelle parue dans Gil Blas), Paris, Flammarion, 1894, 15 p., 18 cm (OCLC 682444678, lire en ligne).
- La Haute  (série de vingt sketches sur la noblesse), Paris, Calmann-Lévy, 1896, 326 p., in-16 (OCLC 7129981, lire en ligne).
- Leur beau physique  (série de vingt sketches), Paris, Ernest Kolb & Calmann-Lévy, 1894, 311 p., in-16 (OCLC 7129971, lire en ligne sur Gallica).
- Leurs sœurs  (ill. Georges Conrad, série d'études de jeunes filles et de femmes), Paris, Arthème Fayard, 1896, 126 p., 18 cm (OCLC 7242169, lire en ligne sur Gallica).
- La Valse  (série de six nouvelles, la première étant intitulée « La Valse »), Paris, Calmann-Lévy, 1897, iii-318 p., in-16 (OCLC 5999842, lire en ligne).
- Les Départs  (série de neuf sketches sur le thème du départ), Paris, Calmann-Lévy, 1897, iii-318 p., in-16 (OCLC 5999842, lire en ligne).
- Les Beaux Dimanches  (série de quinze nouvelles), Paris, Calmann-Lévy, 1898, 125 p., 24 cm (OCLC 435953653, lire en ligne).
- Le Bon Temps  (ill. Pierre Georges Jeanniot, l'Illustration), Paris, Paul Ollendorff & Albin Michel, 1906, 176 p., 30 cm (OCLC 10879344, lire en ligne).

### Autres
- Discours de réception à l'Académie française, le 28 décembre 1899, 1899, 41 p.
- Bon an, mal an, 6 séries d’articles, Paris, Perrin, 1908-1913.
- Les Grandes Heures, 6 séries d’articles, Paris, Perrin, 1915-1921.